# Утидзоно, Кодзи
Кодзи Утидзоно (яп. 内薗 耕二 Утидзоно Кодзи, 9 октября 1916, Каноя — 25 октября 2006, Мусасино) — японский нейрогистолог и физиолог.

## Биография
Родился 9 октября 1916 года в Каное[уточнить]. В 1936 году поступил в Токийский университет, который он окончил в 1941 году. Администрация оставила дипломированного специалиста у себя, где он начал практиковать преподавательскую деятельность вплоть до 1956 года. В 1956 году переехал в США и тут же устроился на работу в Медицинскую школу при университете в Ниигата, где он до 1962 года занимал должность профессора физиологии, одновременно с этим, с 1959 по 1961 год читал лекции в университете штата Юта. В 1962 году переехал в ФРГ, где он непродолжительное время работал в Гейдельбергском университете. В том же году вернулся на родину и вернулся в свой родной Токийский университет, где он до 1977 года занимал должность профессора физиологии. В 1977 году избран директором Национального института физиологических наук в Окадзаки.
Дальнейшая судьба неизвестна.

## Научные работы
Основные научные работы посвящены электронной микроскопии нервной системы холодно- и теплокровных животных.
- 1965 — Предложил использовать ряд структурно электронно-микроскопических признаков для разделения синапсов ЦНС на возбуждающие и тормозящие.
- Изучил взаимосвязь морфологических и электрофизиологических характеристик в деятельности нервной системы.
- Подробно исследовал синаптическую организацию мозжечка и нейросекреторных клеток.

## Членство в обществах
- 1977-? — Член Японской академии наук[источник не указан 3234 дня]

## Награды и премии
- 1977 — Премия Японской академии наук[1]